# Belas artes

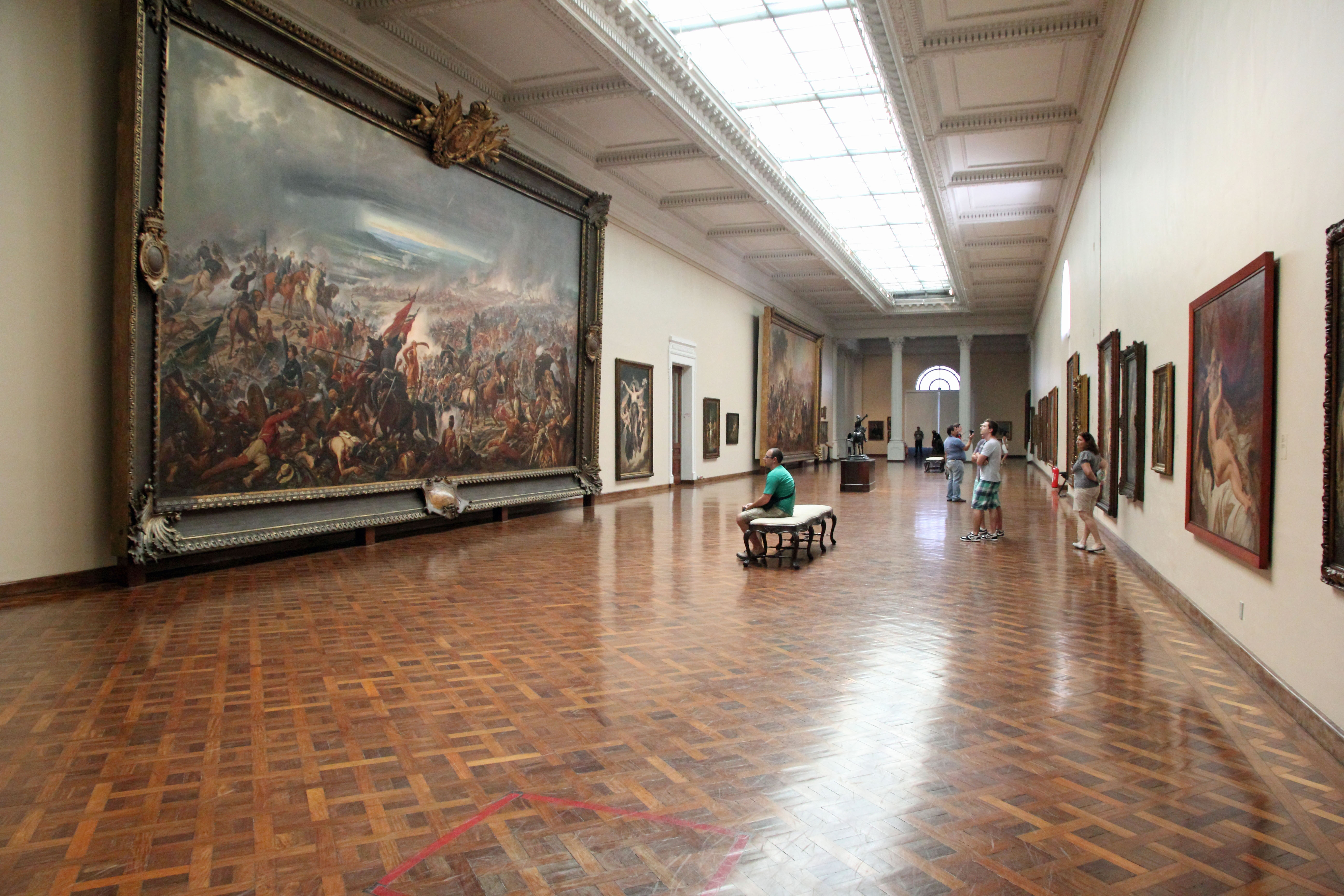
Sala de exposição do Museu Nacional de Belas Artes, no Rio de Janeiro

Em sentido estrito, a expressão belas-artes se refere às artes plásticas. Já em sentido amplo, "belas-artes" se refere ao conjunto formado pelas Artes Visuais (pintura, escultura), Música, Dança e Teatro O conceito também pode se referir a uma estilização expressiva de cores e modos.

## História
O conceito de "belas-artes" surgiu no século XVIII associado à ideia de que um certo conjunto de suportes e manifestações artísticas é superior aos demais. Até meados do século XIX, as academias classificavam as artes em basicamente dois tipos: 
- as belas-artes
- as artes aplicadas ou artes secundárias

As belas-artes eram aquelas que, segundo o ponto de vista do período, possuíam a dignidade da nobreza. Já as artes aplicadas, devido ao fato de serem praticadas por trabalhadores, eram desvalorizadas. Assim, compunham as belas-artes: a pintura, a escultura, o desenho.